# Mohamed El-Bouazzati
Mohamed El-Bouazzati (Dortmund, 9 januari 1997) is een Marokkaans voetballer die als centrale verdediger speelt. Hij stroomde in 2014 door vanuit de jeugd van Borussia Dortmund.

## Clubcarrière
El-Bouazzati werd voor aanvang van het seizoen 2014/15 door Borussia Dortmund bij het tweede elftal gehaald. Op 23 augustus 2014 debuteerde hij in Borussia Dortmund II, in de 3. Liga tegen SG Sonnenhof Großaspach. Hij viel enkele minuten voor tijd in. De wedstrijd eindigde in een doelpuntloos gelijkspel.